# Julius Beresford

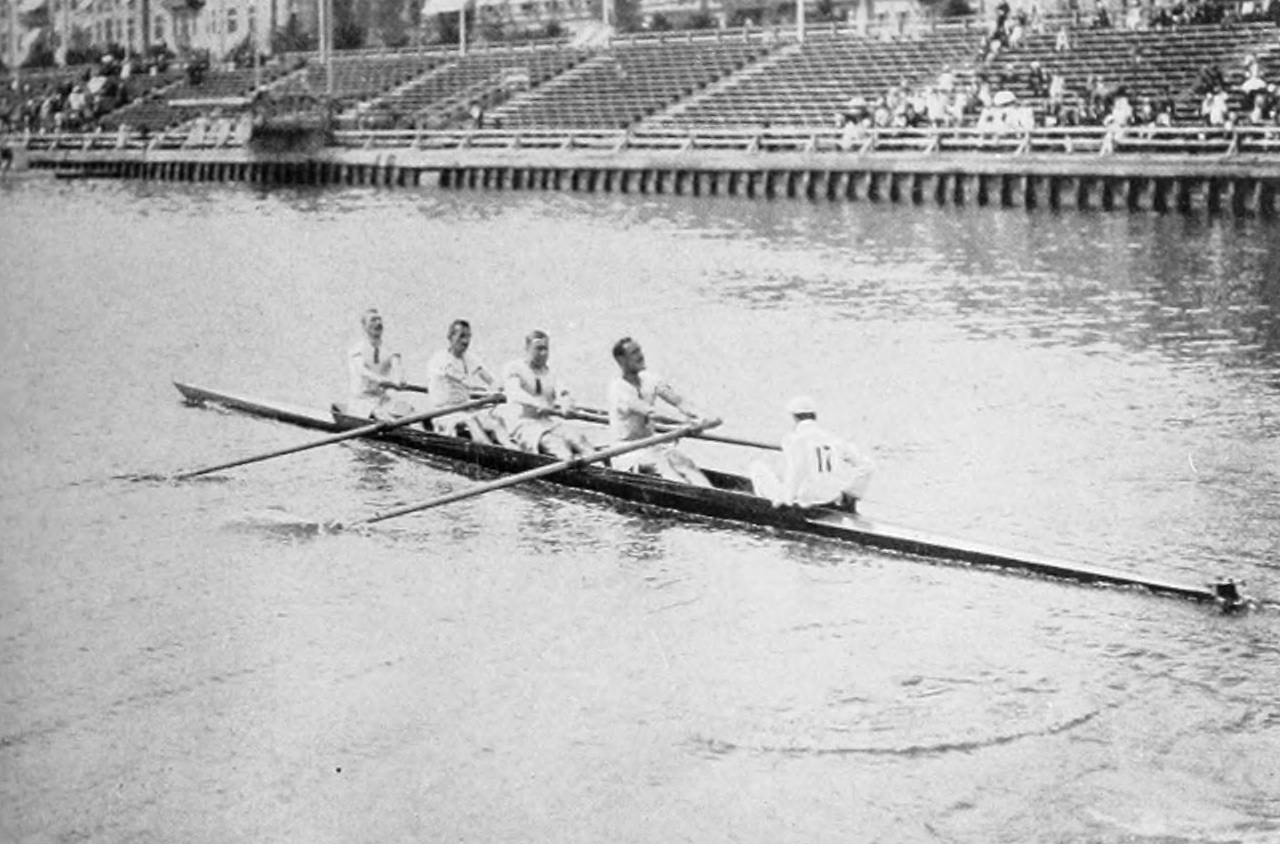
Britischer Olympiavierer 1912 mit Beresford, Vernon, Rought, Logan und Stm. Carr (von links).

Julius Beresford Wiszniewski (* 29. Juni 1868 in London; † 29. September 1959 in Henley-on-Thames) war ein britischer Ruderer, der 1912 eine olympische Silbermedaille gewann.

## Sportliche Karriere
Julius Beresford war Sohn eines Immigranten aus Danzig, den Namen seines Vaters legte er vor dem Ersten Weltkrieg ab. Er begann beim Kensington Rowing Club, ab 1905 gehörte er dem Thames Rowing Club an. Von 1896 bis 1914 und von 1919 bis 1923 nahm er jedes Jahr an der Henley Royal Regatta teil. 1911 gewann er dort zusammen mit Arthur Cloutte im Zweier ohne Steuermann.
Bei den Olympischen Spielen 1912 in Stockholm trat ein Vierer mit Steuermann des Thames Rowing Club an. Insgesamt waren elf Boote aus neun Ländern am Start. Die Briten bezwangen im Viertel- und im Halbfinale die beiden norwegischen Boote. Im Finale siegte der deutsche Vierer mit zwei Längen Vorsprung vor den Briten.
Julius Beresford war der Vater des Ruder-Olympiasiegers Jack Beresford und der Großvater des Olympiafünften von 1960 Michael Beresford.